# Bisdom Musoma

Katholieke kapel van de Makoko Language School nabij Musoma (fotomontage)

Het bisdom Musoma (Latijn: Dioecesis Musomensis) is een rooms-katholiek bisdom met als zetel Musoma in Tanzania. Het is een suffragaan bisdom van het aartsbisdom Mwanza. 
In 1946 werd het apostolisch vicariaat Musoma-Maswa opgericht. In 1950 werd dit opgesplitst in het apostolisch vicariaat Maswa en de apostolische prefectuur Musoma. In 1957 werd Musoma verheven tot een bisdom. De eerste bisschop was de Amerikaanse missionaris van Maryknoll John James Rudin.
In 2019 telde het bisdom 35 parochies. Het bisdom heeft een oppervlakte van 25.150 km². Het telde in 2019 1.564.000 inwoners waarvan 21,9% rooms-katholiek was. 

## Bisschoppen
- John James Rudin, M.M. (1957-1979)
- Anthony Peter Mayalla (1979-1987)
- Justin Tetmu Samba (1988-2006)
- Michael George Mabuga Msonganzila (2007-)